# On the Road Again (Willie Nelson-låt)
On the Road Again är en countrylåt av countrymusikern Willie Nelson. Sången är en del av soundtracket i filmen Honeysuckle Rose 1980 och handlar om livet på turné. Låten kom till när producenten för filmen bad Willie Nelson skriva en låt.
Låten finns med på "Greatest Songs of All Time" 2004 och som bakgrundsspår på Karaoke Revolution Country och Guitar Hero: World Tour.
Keith Almgren skrev en text på svenska som heter "Jag ser mig om", vilken spelades in som cover först av Anne Kihlström  på albumet "Förgät mig ej" 1984,  och med Bennys på albumet "Sommarens sista ros" samt på singel av Paula Åkesdotter-Jarl 1987.
Sången, om turnélivet, kom till då filmens exekutiveproducent bad Nelson att skriva en sång. First Aid Kit sjunger den i en reklamfilm för Volvo.

### Fotnoter
1. ↑   Arkiverad 1 april 2008 hämtat från the Wayback Machine. "On the Road Again," from the "The RS 500 Greatest Songs of All Time," Rolling Stone, November 2004.
2. ↑  ”First Aid Kit - Volvo”. Reklammusik. http://www.reklammusik.se/arkivet/10406/. Läst 16 augusti 2013.